# Jean-Luc Crétier
Pour les articles homonymes, voir Crétier.
Jean-Luc Crétier, né le 28 avril 1966 à Albertville, est un ancien skieur alpin français. Jean-Luc Crétier a été sacré champion olympique de descente lors des Jeux olympiques de Nagano en 1998. Il est le premier skieur français à remporter ce titre depuis Jean-Claude Killy en 1968. Il met un terme à sa carrière prématurément en 1999 à la suite d'une blessure contractée lors de la descente de Coupe du Monde de Val Gardena (Italie) en 1999. Il est l'un des quatre membres de l'équipe des "top guns" formée et entrainée par Serge Guillaume en marge des infrastructures de la fédération française de ski alpin de 1987 à 1991, avec Luc Alphand, Franck Piccard et Denis Rey.
Il s'est aujourd'hui reconverti dans le milieu des affaires. Il est également consultant sur RMC. Il est depuis 2011 adjoint aux sports de la commune de Bourg-Saint-Maurice.

## Palmarès

### Jeux olympiques d'hiver
| Épreuve / Édition | Calgary 1988 | Albertville 1992 | Lillehammer 1994 | Nagano 1998 |
| Descente          | -            | -                | 24e              | Or          |
| Super G           | -            | 24e              | -                | 25e         |
| Combiné           | 6e           | 4e               |                  |             |

### Championnats du monde
| Épreuve / Édition | Saalbach-Hinterglemm 1991 | Sierra Nevada 1996 | Sestrières 1997 |
| Descente          | -                         | 35e                | 15e             |
| Super G           | 11e                       | -                  | -               |
| Combiné           | -                         | 16e                | 13e             |

### Coupe du Monde
- Meilleur classement au Général : 18e en 1999.
- 5e classement mondial en descente 1997-1998

- 0 victoire
- 5 podiums
  - 2e descente - 1997/98 - Beaver Creek (USA)
  - 2e descente - 1997/98 - Wengen (SUI)
  - 2e descente - 1993/94 - Chamonix-Les Houches (FRA)
  - 3e descente - 1993/94 - Val Gardena (ITA)
  - 3e descente - 1997/98 - Kitzbühel (AUT)

### Coupe d'Europe
- 1er slalom - 1988 - Les Carroz
- 1er slalom - 1989 - Rovaniemi

### Championnats de France
- 1983
  - Champion de France du Combiné

- 1989
  - Champion de France de Super-G

- 1991
  - Champion de France du Combiné
  - Champion de France de Descente

- 1993
  - Champion de France de Descente
  - Champion de France de Combiné
  - Vice-Champion de France de Super-G

- 1994
  - Vice-Champion de France de Descente à Serre-Chevalier
  - Vice-Champion de France du Super G à Serre-Chevalier

- 1995
  - 3ème aux Championnats de France  de Super G

- 1997
  - 3ème aux Championnats de France  de Descente

- 1998
  - Vice-Champion de France de Descente
  - Vice-Champion de France de Super G

### Arlberg-Kandahar
- Meilleur résultat : 2e place dans la descente 1994 à Chamonix

## Décorations
Médaille d'honneur des douanes (2006)